# Dubînka, Konotop
Dubînka (în ucraineană Дубинка) este un sat în comuna Hruzke din raionul Konotop, regiunea Sumî, Ucraina.

## Demografie
Componența lingvistică a localității Dubînka
     Ucraineană (98,42%)
     Rusă (1,58%)
Conform recensământului din 2001, majoritatea populației localității Dubînka era vorbitoare de ucraineană (98,42%), existând în minoritate și vorbitori de rusă (1,58%).